# Купел
Купелът е голям съд, в който се потапят деца при религиозния обред кръщение.
В зависимост от християнската деноминация купелите имат различно предназначение. Православният купел позволява цялостно потапяне на детето. При други християнски деноминации се ползват плитки купели, над които се напръсква или намокря главичката на детето.
Материалът, от който се изработва купелът е обикновено метал, мрамор или дърво. Формата, конструкцията и декорацията също варират. Обемът на купелите, в зависимост от ритуала, варира от няколко литра до десетки литри. Някои от купелите представляват специално построени басейнчета или дори вирчета с течаща вода.